# Белшак
Белшак (словен. Belšak) — поселення в общині Превалє, Регіон Корошка, Словенія. Висота над рівнем моря: 677,7 м.